# Доманиці (Мазовецьке воєводство)
Доманіце (пол. Domanice) — село в Польщі, у гміні Доманиці Седлецького повіту Мазовецького воєводства.
Населення — 308 осіб (2011).
У 1975-1998 роках село належало до Седлецького воєводства.

## Демографія
Демографічна структура станом на 31 березня 2011 року:
|          | Загалом | Допрацездатний вік | Працездатний вік | Постпрацездатний вік |
| -------- | ------- | ------------------ | ---------------- | -------------------- |
| Чоловіки | 157     | 32                 | 116              | 9                    |
| Жінки    | 151     | 37                 | 87               | 27                   |
| Разом    | 308     | 69                 | 203              | 36                   |